# Сулиці
Сулиці (пол. Sulice, нім. Neu Gerdshagen) — село в Польщі, у гміні Венґожино Лобезького повіту Західнопоморського воєводства.
Населення — 41 особа (2011).

## Демографія
Демографічна структура станом на 31 березня 2011 року:
|          | Загалом | Допрацездатний вік | Працездатний вік | Постпрацездатний вік |
| -------- | ------- | ------------------ | ---------------- | -------------------- |
| Чоловіки | 22      | 4                  | 16               | 2                    |
| Жінки    | 19      | 3                  | 12               | 4                    |
| Разом    | 41      | 7                  | 28               | 6                    |